# Niklas Landin Jacobsen
Niklas Landin Jacobsen (Søborg, 19 dicembre 1988) è un pallamanista danese.

## Palmarès

### Olimpiadi
- 1 medaglia:
  - 1 oro (Rio de Janeiro 2016)

### Mondiali
- 3 medaglie:
  - 1 oro (Germania-Danimarca 2019)
  - 2 argenti (Svezia 2011; Spagna 2013)

### Europei
- 2 medaglie:
  - 1 oro (Serbia 2012)
  - 1 argento (Danimarca 2014)